# Костюченко Юрій Миколайович
Ю́рій Микола́йович Костюче́нко (17 серпня 1977 — 4 жовтня 2014) — молодший сержант Збройних сил України, загинув в ході російсько-української війни. Один із «кіборгів».

## Життєвий шлях
Народився 1977 року в селі Займище (Щорський район, Чернігівська область). 1992-го закінчив Щорську ЗОШ № 1, 1994 року — Щорське ПТУ № 7, здобув спеціальність столяра-теслі. Працював у ПСП «Промінь», ВАТ «Обрій», що в Щорському районі.
Призваний за мобілізацією 20 червня 2014-го, з вересня перебував у зоні бойових дій, танкіст 1-ї окремої гвардійської танкової бригади, в/ч А1815.
Загинув в районі аеропорту Донецька — російськими терористами було підбито танк, який їхав в колоні приблизно за 2 кілометри від будівель Донецького аеропорту. Більше тижня до танка не могли підійти, щоб вивезти останки. Тоді ж полягли Станіслав Кривонос та Володимир Кунденко. Коли врешті змогли оглянути танк, екіпажу там не виявилося. Згодом українським військовикам вдалося домовитися з терористами про передачу тіла.
Похований 31 жовтня 2014-го у Займищі з військовими почестями.
Без Юрія лишились мама, дві сестри, дружина.

## Нагороди та вшанування
За особисту мужність і героїзм, виявлені у захисті державного суверенітету та територіальної цілісності України, вірність військовій присязі під час російсько-української війни, відзначений — нагороджений
- 15 травня 2015 року — орденом «За мужність» III ступеня (посмертно)[1]
- нагрудним знаком «За оборону Донецького аеропорту» (посмертно).
- 30 листопада 2021 року — Почесна відзнака Чернігівської обласної ради «За мужність і вірність Україні»[2].
- Його портрет розміщений на меморіалі «Стіна пам'яті полеглих за Україну» у Києві: секція 4, ряд 1, місце 36
- у травні 2015 року на будівлі Сновської загальноосвітньої школи № 1 та у жовтні 2015 року на будівлі Сновського ВПУ лісового господарства встановлені меморіальні дошки
- У Сновську існує вулиця Юрія Костюченка[3]